# ANTINOMY
『ANTINOMY』（アンチノミー）は、BRAHMANの4枚目のフルアルバム。2008年2月8日発売。発売元はトイズファクトリー。

## 解説
タイトルの「ANTINOMY」は「二律背反」という意味。アルバムジャケット中央のアーティストロゴは「BRAHMAN」と「ANTINOMY」のアンビグラムになっている。

## 収録曲
1. The Only Way
2. Speculation
3. Epigram
4. Stand Aloof
5. Silent Day
アルバムのリードトラックとしてPVが制作されている。
6. Oneness
7. Handan's Pillow
タイトルは邯鄲の枕。
8. You Don't Live Here Anymore
ファンズの同名曲のカバー。
9. Causation
10. Fibs In The Hand
シングル版でのタイトルは「FIBS IN THE HANDS」だったが、今作では単数系の「Hand」に改題されている。
11. 逆光
12. Kamuy-Pirma
アイヌ語詞。タイトルはアイヌ語で「神の耳打ち」という意味。

全曲作詞：TOSHI-LOW、作曲：BRAHMAN
7、9、10、11はシングル版とはアレンジが異なる。